# Veckopeng eller kyss?
Veckopeng eller kyss? är en svensk kortfilm från 2005. Den regisserades av Malou Schultzberg, som även skrivit filmens manus och producerat den. Filmen festivalvisades på Stadsmuséet, Atalante och Hagateatern i Göteborg under 2005. Den har även visats på Sveriges Television. Den är filmad i 1950-talsanda.

## Handling
En tjej slår vad med killarna. Vinnaren får välja – veckopeng eller kyss? Men bara han som klarar av den svåra utmaningen – att gå genom damernas nakenbad. Vågar de det?

## Rollista i urval
- Ester Sjögren - Ulla
- Buster Söderström - Bengt
- Filip Österlund - Leif
- Ulla-Britt Norrman - äldre kvinna